# Riesen-Stachelskink
Der Riesen-Stachelskink (Bellatorias major, Syn.: Egernia major) ist eine Reptilienart aus der Familie der Skinke (Scincidae). Er zählt zu den größten Skinken Australiens und wird von den Australiern Land Mullet genannt.

## Merkmale
Der Riesen-Stachelskink erreicht eine Gesamtlänge bis zu 65 cm, wovon etwa die Hälfte auf seine Kopf-Rumpf-Länge (Schnauze bis Anus) entfällt. Die Schwanzlänge beträgt das 1–1,2-fache seiner eigentlichen Körperlänge. Kopf und Körper zeigen einen annäherungsweise quadratischen Querschnitt. Der Rücken ist dunkelbraun bis grau, die Schuppen glatt bis schwach gekielt. Im Gegensatz zu anderen Arten der Egernia-Gruppe, zu der er früher gezählt wurde, weist er eine kleine Anzahl (28–30) von Schuppenreihen in seiner Körpermitte auf. Der Skink hat relativ große Augen, die Lider sind von einem deutlichen cremefarbigen Ring umgeben. Männchen und Weibchen unterscheiden sich kaum: erwachsene Männchen haben einen etwas kürzeren Körper und einen etwas längeren Kopf. Von seinem nächsten Verwandten Bellatorias frerei unterscheidet er sich durch die Beschuppung der 4. Zehe: Der Riesen-Stachelskink hat zwei Schuppenreihen auf der 4. Zehe im Gegensatz zu einer Schuppenreihe bei Bellatorias frerei.

## Lebensweise
Der Riesen-Stachelskink ist tagaktiv, scheu und lebt am Boden. Er bevorzugt den Rand des Regenwaldes, wo er einerseits umgefallene Bäume als Schutz findet und andererseits sich auf Lichtungen sonnen kann. Wie eine Reihe anderer Arten der Egernia-Gruppe zeigt er ein ausgesprochenes Sozialverhalten und lebt im Familienverband. Er ist ein Allesfresser: vor allem Pilze, aber auch Beeren, Samen, Insekten und Schnecken zählen zu seiner Nahrung. Die Paarung findet im Oktober statt, im Februar werden dann 2–9 lebende Junge geboren. Bei Geburt haben die Jungtiere eine Gesamtkörperlänge von etwa 15 cm. Riesen-Stachelskinks erreichen ein hohes Alter (11–23 Jahre). Zu ihren Feinden zählt die Rotbäuchige Schwarzotter.

## Verbreitung
Der Riesen-Stachelskink lebt in den Regenwäldern des östlichen Queensland und New South Wales (Australien) zwischen den Conondale Ranges im Norden und dem Hawkesbury River im Süden. Er tritt vom Meeresspiegel bis etwa 840 m auf.

## Systematik
Der Riesen-Stachelskink wurde erstmals 1845 vom Kurator John Edward Gray der Zoologischen Abteilung des British Museum als Tropidolepisma major beschrieben. Im Februar 1845 erschien eine Abbildung im Bericht zur Britischen Antarktischen Expedition 1839–1843, im Juni desselben Jahres erfolgte dann eine Beschreibung eines Präparates aus der Sammlung des Britischen Museums. 1887 wurde diese Art von Boulenger der Gattung Egernia zugeordnet. Daher wird der Riesen-Stachelskink in der Literatur meist als Egernia major bezeichnet. Allerdings war man schon im 19. Jahrhundert der Meinung, dass sich unter dem Namen Egernia verschiedene Gattungen verbergen. Aber erst 2008 konnten Gardner et al. durch molekularbiologische Untersuchungen die Phylogenie der Egernia-Gruppe klären. Sie spalteten diese Gruppe in vier Gattungen auf und ordneten den Riesenskink der Gattung Bellatorias (Wells & Wellington, 1984) zu.